# 塞雷多 (肯塔基州)
塞雷多（英語：Ceredo）是位於美國肯塔基州巴拉德縣的一個非建制地區。

## 地理
塞雷多所處的海拔為高於海平面129米（即423英呎），而該地所採用的時區為UTC-6，即北美中部時區（CST）。同時該地設有夏令時間，為UTC-6調快一小時，即UTC-5（CDT）。